# كارجلي
كارجلي (بالبلغارية:  Кърджали)‏ هي مدينة بلغارية تقع جنوب جبال رودوب في جنوب بلغاريا. وهي مركز مقاطعة كارجلي، ويقع فيها سد كارجلي.

## المناخ
يظهر الجدول التالي التغييرات المناخية على مدار السنة لكارجلي:
| البيانات المناخية لـكارجلي        | البيانات المناخية لـكارجلي | البيانات المناخية لـكارجلي | البيانات المناخية لـكارجلي | البيانات المناخية لـكارجلي | البيانات المناخية لـكارجلي | البيانات المناخية لـكارجلي | البيانات المناخية لـكارجلي | البيانات المناخية لـكارجلي | البيانات المناخية لـكارجلي | البيانات المناخية لـكارجلي | البيانات المناخية لـكارجلي | البيانات المناخية لـكارجلي | البيانات المناخية لـكارجلي |
| الشهر                             | يناير                      | فبراير                     | مارس                       | أبريل                      | مايو                       | يونيو                      | يوليو                      | أغسطس                      | سبتمبر                     | أكتوبر                     | نوفمبر                     | ديسمبر                     | المعدل السنوي              |
| --------------------------------- | -------------------------- | -------------------------- | -------------------------- | -------------------------- | -------------------------- | -------------------------- | -------------------------- | -------------------------- | -------------------------- | -------------------------- | -------------------------- | -------------------------- | -------------------------- |
| الدرجة القصوى °م (°ف)             | 20.6 (69.1)                | 22.3 (72.1)                | 27.0 (80.6)                | 33.0 (91.4)                | 33.5 (92.3)                | 38.0 (100.4)               | 43.2 (109.8)               | 42.0 (107.6)               | 36.5 (97.7)                | 36.1 (97.0)                | 28.9 (84.0)                | 27.0 (80.6)                | 43.2 (109.8)               |
| متوسط درجة الحرارة الكبرى °م (°ف) | 6.5 (43.7)                 | 8.5 (47.3)                 | 12.2 (54.0)                | 17.5 (63.5)                | 22.5 (72.5)                | 27.0 (80.6)                | 29.9 (85.8)                | 29.7 (85.5)                | 25.6 (78.1)                | 19.2 (66.6)                | 12.8 (55.0)                | 8.0 (46.4)                 | 18.4 (65.1)                |
| المتوسط اليومي °م (°ف)            | 1.7 (35.1)                 | 3.2 (37.8)                 | 6.6 (43.9)                 | 11.4 (52.5)                | 16.3 (61.3)                | 20.4 (68.7)                | 23.0 (73.4)                | 22.7 (72.9)                | 18.6 (65.5)                | 13.2 (55.8)                | 7.5 (45.5)                 | 3.5 (38.3)                 | 12.4 (54.3)                |
| متوسط درجة الحرارة الصغرى °م (°ف) | −2.3 (27.9)                | −1.3 (29.7)                | 1.6 (34.9)                 | 5.8 (42.4)                 | 10.2 (50.4)                | 13.9 (57.0)                | 15.9 (60.6)                | 15.5 (59.9)                | 11.9 (53.4)                | 7.7 (45.9)                 | 3.2 (37.8)                 | −0.4 (31.3)                | 6.9 (44.4)                 |
| أدنى درجة حرارة °م (°ف)           | −17.8 (0.0)                | −19.5 (−3.1)               | −18.0 (−0.4)               | −8.2 (17.2)                | −1.6 (29.1)                | 1.0 (33.8)                 | 4.2 (39.6)                 | 5.6 (42.1)                 | 2.1 (35.8)                 | −5.0 (23.0)                | −9.5 (14.9)                | −19.5 (−3.1)               | −19.5 (−3.1)               |
| الهطول مم (إنش)                   | 44.6 (1.76)                | 53.9 (2.12)                | 44.3 (1.74)                | 60.0 (2.36)                | 59.4 (2.34)                | 55.7 (2.19)                | 53.2 (2.09)                | 36.7 (1.44)                | 24.7 (0.97)                | 44.9 (1.77)                | 67.4 (2.65)                | 75.8 (2.98)                | 620.6 (24.43)              |
| متوسط أيام هطول الأمطار           | 11.9                       | 10.9                       | 10.1                       | 9.0                        | 9.4                        | 6.0                        | 4.1                        | 2.2                        | 5.0                        | 9.2                        | 7.7                        | 13.0                       | 98.5                       |
| متوسط الرطوبة النسبية (%)         | 81.7                       | 77.5                       | 74.2                       | 71.6                       | 69.2                       | 67.1                       | 59.3                       | 57.3                       | 65.1                       | 75.8                       | 78.8                       | 83.7                       | 71.8                       |
| ساعات سطوع الشمس الشهرية          | 86                         | 112                        | 165                        | 188                        | 256                        | 301                        | 327                        | 308                        | 231                        | 163                        | 113                        | 76                         | 2٬326                      |
| المصدر: Climatebase.ru            |                            |                            |                            |                            |                            |                            |                            |                            |                            |                            |                            |                            |                            |

## معرض صور

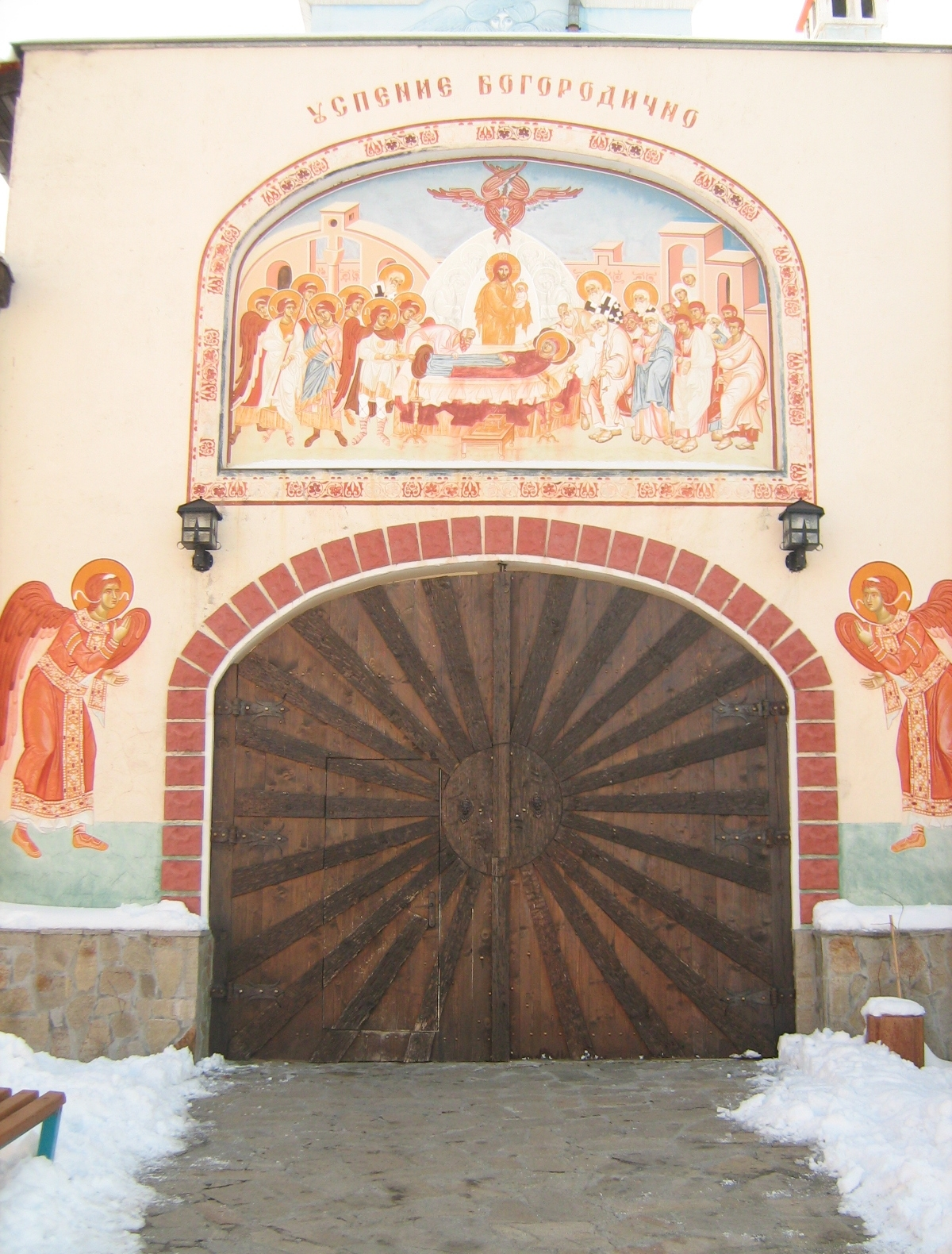
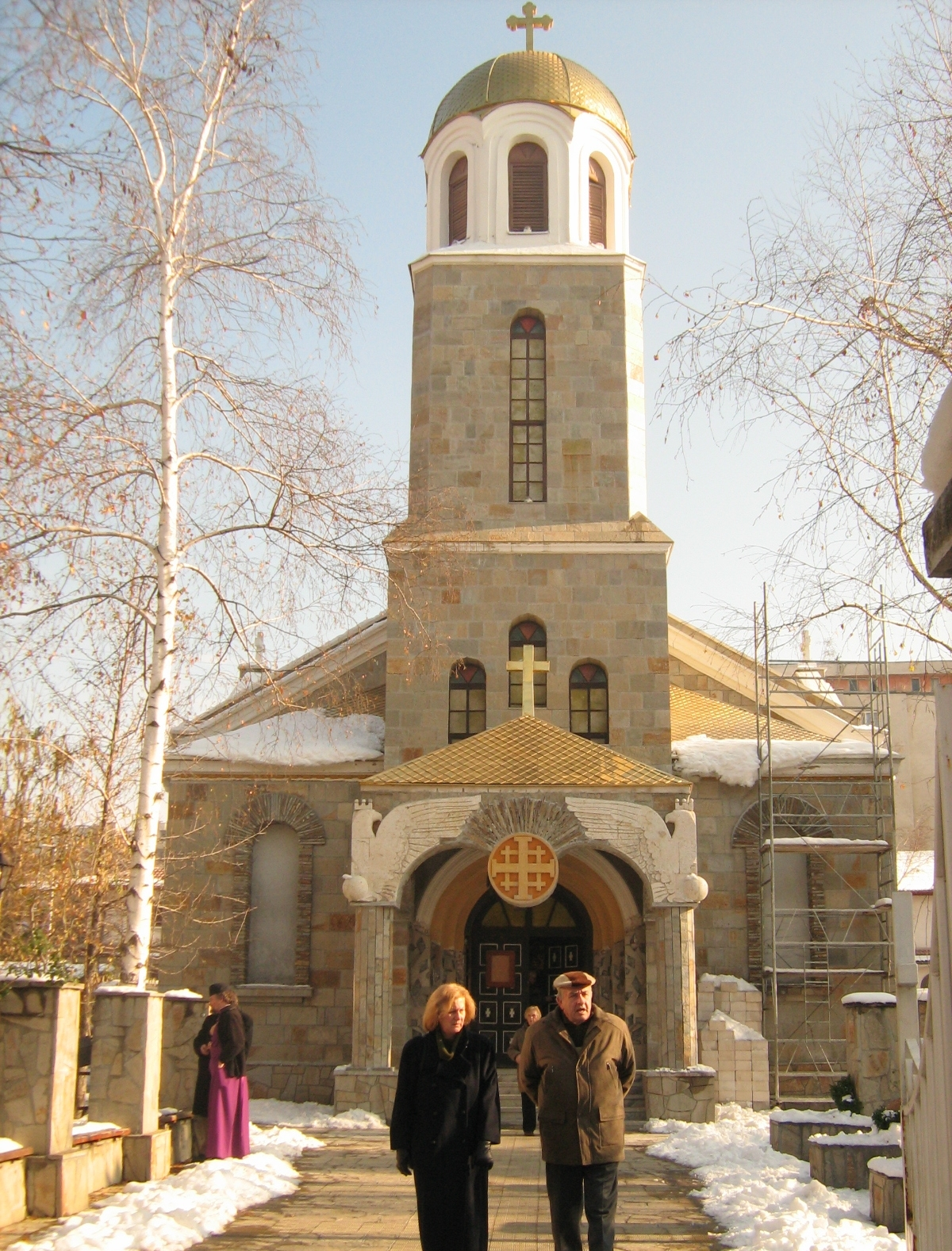
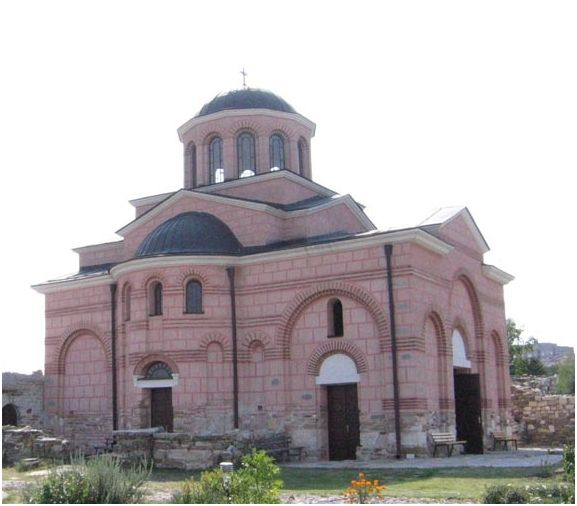
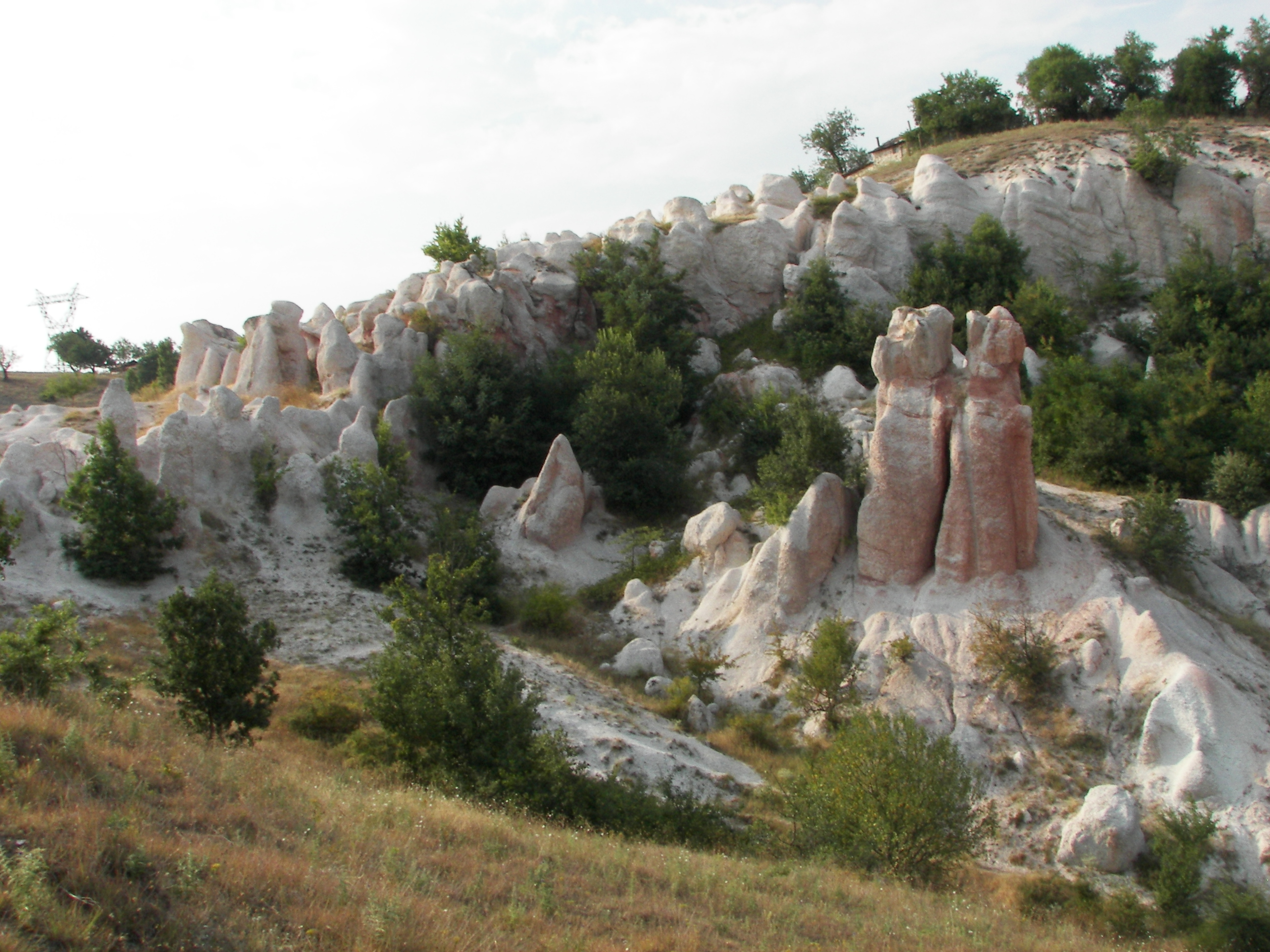

## توأمة
لكارجلي اتفاقيات توأمة مع كل من:
- تكيرداغ
- إزمير (2008 - )[8]
- فلاديمير

## أعلام
- إليتسا كوستوفا
- خليل موتلو
- هوبن شيركلوف
- إيمين نوري
- ماريان ديميتروف